# Federico De Rocco
Federico De Rocco (Sedegliano, 2 ottobre 1918 – San Vito al Tagliamento, 26 settembre 1962) è stato un pittore e incisore italiano.

## Biografia
Nato a Turrida di Sedegliano, De Rocco si sposta con la famiglia nel 1932 a San Vito al Tagliamento. Frequenta corsi serali di disegno, e nel 1934 è ammesso al Liceo Artistico di Venezia. Ottenuta la maturità artistica, si iscrive nel 1939-40 all'Accademia di Belle Arti di Venezia dove frequenta il corso di decorazione, tenuto da Bruno Saetti. A causa della chiamata alle armi deve interrompere gli studi nel 1941. Durante la guerra conosce Pier Paolo Pasolini. Alla cessazione delle ostilità torna a San Vito al Tagliamento e prosegue gli studi, diplomandosi nel 1946 con una tesi sugli affreschi di Andrea Bellunello. Lo stesso anno comincia la sua carriera di docente prima come assistente di Saetti all'Accademia di Belle Arti e poi come insegnante di decorazione murale all'Istituto Statale d'Arte "Carmini" di Venezia, dove insegna fino al 1962.
Nel 1947 realizza un ritratto di Pasolini. Partecipa alla Biennale di Venezia e alla Quadriennale di Roma. Nel 1950 collabora con Saetti alla realizzazione del Sacro Cuore della chiesa di Sant'Eugenio a Roma.
Con Pasolini è un fondatore negli anni '40 dell'Academiuta di lenga furlana che si proponeva di rivendicare l'uso letterario del friulano casarsese contro l'egemonia di quello udinese. Tra i collaboratori del periodico dell'"Academiuta" (chiamato "Stroligut") ci sono Domenico Naldini e Virgilio Tramontin. Anche Luigi Diamante aderisce al movimento. De Rocco produce acqueforti e xilografie per i fascicoli dello "Stroligut".
L'amicizia tra De Rocco e Pasolini non solo risultò nella creazione dell'"Academiuta" e la realizzazione di un ritratto rimasto famoso. Nel 1959, in occasione di una mostra personale del De Rocco, Pasolini dedica all'artista una poesia intitolata Il tuo colore. Dopo la morte dell'amico, il poeta dedica un'altra opera, intitolata Frastuono.
De Rocco muore per malattia nel 1962.
Nel 2015 viene aperto il Museo civico "De Rocco" nel castello di San Vito.

## Stile e tecniche
De Rocco ha varie tecniche tra le quali l'olio, l'incisione, la xilografia, l'acquaforte, l'affresco.
Paolo Rizzi scrisse nel suo libro del 1969 che nell'arte di De Rocco  «riappare il gusto della composizione strutturata a incastro, con le casette del fondo che finiscono per entrare prepotentemente in primo piano, attraverso una mistione prospettica sconcertante di una modernità vivissima… Si tratta di variazioni di motivi visti, sentiti e goduti con una trasfigurazione fantastica della realtà, pur nella fedele resa naturalistica».
Infatti, De Rocco è un neo-realista. Sono paesaggi, personaggi comuni, scene di vita quotidiana, nature morti.
Secondo il critico dell'arte Giancarlo Pauletto l'artista raffigura una realtà "che si vede e che si tocca, che si studia anche, ma di cui ci si sente molto umanamente partecipi. Qui l'Accademia, per quanto poteva avere di manierato e di voluto, è lontanissima, è proprio scomparsa; certo anche per l'impatto con una realtà dura che reclama serietà ed essenzialità".
Secondo Stefano Aloisi l'opera di De Rocco "va sicuramente configurata come quella di uno dei maggiori artisti friulani del secondo Novecento e degna senz'altro di far parte del contemporaneo proscenio nazionale".